# Helina pollinosa
Helina pollinosa är en tvåvingeart som först beskrevs av Stein 1900.  Helina pollinosa ingår i släktet Helina och familjen husflugor. Inga underarter finns listade i Catalogue of Life.